# 最上龍二郎
最上 龍二郎（もがみ りゅうじろう、1929年6月26日 - 1986年）は、日本の俳優。

## 人物
別名は最上 竜二郎。新国劇に所属していた。
舞台を中心に活動し、テレビでは主に時代劇ドラマに端役として多数出演した。

## 出演作品

### テレビドラマ
- 剣 第14話「天一坊と伊賀亮」（1967年、NTV） - 赤川大膳
- 風来坊 第8話（1968年、CX）
- 銭形平次 (大川橋蔵)（CX）
  - 第169話「仮面の女」（1969年） - 千之助
  - 第371話「とんだ道連れ」（1973年） - 雲助九紋龍
- 花のお江戸のすごい奴 第13話「南町奉行襲撃」（1969年、CX）
- 右門捕物帖 第5話「牢破り」（1969年、NTV）
- 俄－浪華遊侠伝－ 第6話（1970年、TBS） - 同心二見
- 大忠臣蔵（1971年、NET）
- 旗本退屈男 第18話「むすめ大漁節」（1971年、CX） - 房州屋
- 世なおし奉行 第3話「狼どもの夜」（1972年、NET） - 時次郎
- 浮世絵 女ねずみ小僧 第2シリーズ 第6話「遠山の金さん! 夢のお白洲」（1972年、CX）
- 大河ドラマ / 国盗り物語（1973年、NHK） - 赤尾美作守清綱
- 子連れ狼 (萬屋錦之介版)（NTV）
  - 第一部 第25話「柳生封廻状」（1973年）
  - 第二部 第10話「邪気をはらう日」（1974年）
- 伝七捕物帳 第12話「ご赦免花の咲く日まで」（1973年、NTV）
- ナショナル劇場 / 江戸を斬る 梓右近隠密帳 第26話「対決」（1974年、TBS） - 供頭
- 大江戸捜査網 第3シリーズ（12ch）
  - 第30話「夢に賭けた大泥棒」（1974年）
  - 第84話「怪盗お役者変化」（1975年）
  - 第246話「音次郎を狙う狼の牙」（1978年）
- 仮面ライダーストロンガー 第9話「悪魔の音楽隊がやって来た!!」（1975年、MBS） - 天堂市長
- 鬼平犯科帳 (丹波哲郎) 第23話「盗人姉妹」（1975年、NET） - 萬屋伊兵衛
- 同心部屋御用帳 江戸の旋風II 第14話「女の通り雨」（1976年）
- 新五捕物帳 第2話「女白浪情けの牢破り」（1977年、NTV） - 与力細山
- 若さま侍捕物帳 第12話「参上!! 女岡っ引」（1978年、ANB） - 内藤豊後守
- 江戸の渦潮 第13話「復讐に燃えた女」（1978年、CX）
- 伝七捕物帳 第7話「仇情けお六櫛」（1979年、ANB）
- 桃太郎侍（NTV）
  - 第171話「男涙の土俵入り」（1980年） - 榊原出羽守
  - 第221話「どうぞお縄を………」（1981年） - 岩田屋常蔵

### 映画
- 王将一代（1955年、新東宝） - 高山（洋服屋）
- 遠い一つの道（1960年、東宝） - 坂本